# アキコ・マツウラ
アキコ・マツウラ（アキコ "Keex" マツウラとしても知られている）は日本出身のドラマー、ボーカリスト。 大阪府出身。
イギリスのバンド Pre、ギタリストであるサイモン・ペトロビッチとのバンド コマネチのメンバー。
ザ・ビッグ・ピンクでドラムを担当、Sperm Javelinというソロプロジェクトもあった。

## 私生活
イギリス人俳優チャーリー・ヒートンと交際していた。二人に2014年に生まれた息子がいる。

## インタビュー映像
- Interview with The BIG PINK @ Summer Sonic Aug. 2009　- HTEmagazine (2009.09.10)

## 日本語記事
- 対談：タイゲン（BO NINGEN） × アキコ（COMANECHI）──イギリスのメシは不味い! しかし音楽は美味い! - ele-king (2013.03.01)